# Niels Petersen (politiker)
 For alternative betydninger, se Niels Petersen. (Se også artikler, som begynder med Niels Petersen)
Niels Petersen (født 13. juli 1858 i Lumsås, død 11. marts 1933 på Frederiksberg) var en dansk overretssagfører og politiker, der fra 1908 til 1909 var sognerådsformand i Frederiksberg Kommune og fra 1913 til 1929 medlem af Folketinget, valgt for Det Radikale Venstre.
Efter studentereksamen fra Mariboes Skole i 1877 tog Niels Petersen i 1883 juridisk embedseksamen fra Københavns Universitet. Han kom derefter til overretssagfører Th. Mørck, hvor han først var fuldmægtig og fra 1887 overretssagfører. Sideløbende virkede han som udenrigsmedarbejder ved Politiken fra 1884 til 1920 og var fra 1910 tillige redaktør for Fredsbladet, der blev udgivet af Dansk Fredsforening.
Som folkevalgt debuterede han i 1908, hvor han blev indvalgt i Frederiksberg Kommunalrepræsentation. Her sad han til 1917 og var fra januar 1908 til marts 1909 formand. Under hans tid fik skolelærerne et nyt lønsystem, mens kommunen oprettede et vederlagsfrit præliminærkursus. De private skoler fik tilskud, og der blev oprettet et skolelægeembede. Også Frederiksberg Hospital blev udvidet med et røntgenlaboratorium og en større afdeling for sindssyge. Endelig købte kommunen De Classenske Boliger i 1909.
Niels Petersen blev i 1913 indvalgt i Folketinget i Frederiksværkkredsen og var medlem frem til 1929. Han var her blandt andet sit partis forsvars- og udlændingeordfører.